# تپه مانگازا
تپه مانگازا مربوط به هزاره اول (پیش از میلاد) است و در شهرستان پیرانشهر، بخش مرکزی، دهستان لاهیجان، روستای گنه دار واقع شده است. این اثر در تاریخ ۳۰ دی ۱۳۸۵ با شمارهٔ ثبت ۱۶۸۵۴ به عنوان یکی از آثار ملی ایران به ثبت رسیده است.